# Рубежная улица (Санкт-Петербург)
Рубе́жная улица — улица в Приморском районе Санкт-Петербурга. Начинается от Полевой Сабировской улицы и заканчивается тупиком.

## История
Название улицы известно с 1914 года.

## Транспорт
Ближайшая к Рубежной улице станция метро — «Старая Деревня» 5-й (Фрунзенско-Приморской) линии.

## Пересечения
- Полевая Сабировская улица

## Достопримечательности
- Серафимовское кладбище